# Reinhold Wosab
Reinhold Wosab (Marl, 25 febbraio 1938) è un ex calciatore tedesco, di ruolo centrocampista.

## Palmarès

### Competizioni nazionali
- Oberliga: 1

Borussia Dortmund: 1962-1963
- Coppa di Germania: 1

Borussia Dortmund: 1965

### Competizioni internazionali
- Coppa delle Coppe: 1

Borussia Dortmund: 1965-1966